# Китагата (Гифу)
Китагата (яп. 北方町 Китагата-тё:) — посёлок в Японии, находящийся в уезде Мотосу префектуры Гифу. Площадь посёлка составляет 5,17 км², население — 18 340 человек (1 июля 2014), плотность населения — 3547,39 чел./км².

## Географическое положение
Посёлок расположен на острове Хонсю в префектуре Гифу региона Тюбу. С ним граничат города Гифу, Мидзухо, Мотосу.

## Население
Население посёлка составляет 18 340 человек (1 июля 2014), а плотность — 3547,39 чел./км². Изменение численности населения с 1980 по 2005 годы:
| 1980 | 13 165 чел. |  |
| 1985 | 14 342 чел. |  |
| 1990 | 15 955 чел. |  |
| 1995 | 17 027 чел. |  |
| 2000 | 17 250 чел. |  |
| 2005 | 17 547 чел. |  |

## Символика
Деревом посёлка считается Ilex integra, цветком — нарцисс, птицей — обыкновенный зимородок.